# Golden Boot Awards
Les Golden Boot Awards sont des récompenses décernées annuellement en honneur aux personnes ayant apporté une contribution significative au western au cinéma ou à la télévision. Ils furent créés en 1983 par Pat Buttram, un ancien second rôle du genre.

## Cérémonies

### 1983,1erAnnual Golden Boot Awards
- Rex Allen
- Dick Alexander
- Gene Autry
- Bruce Boxleitner
- Sunset Carson
- Eddie Dean
- Jack Elam
- Dale Evans
- Monte Hale
- Ben Johnson
- Lash La Rue
- Nat Levine
- Doug McClure
- Lee Majors
- Clayton Moore
- Slim Pickens
- Roy Rogers
- Charles Starrett
- Bob Steele
- Linda Stirling
- Forrest Tucker
- Lee Van Cleef
- Al Wyatt
- In Memorial Award: Will Rogers

### 1984,2eAnnual Golden Boot Awards
- Robert Blake
- Red Buttons
- Pat Buttram
- Yakima Canutt
- John Carradine
- Iron Eyes Cody
- Chuck Connors
- Buddy Ebsen
- Jennifer Holt
- Michael Landon
- Sam Peckinpah
- Denver Pyle
- Ella Raines
- Jane Russell
- Peggy Stewart
- Dennis Weaver
- Marie Windsor
- In Memorial Award: Buck Jones

### 1985,3eAnnual Golden Boot Awards
- Amanda Blake
- Ernest Borgnine
- Burt Kennedy
- Ricardo Montalban
- Dale Robertson
- James Stewart
- Dub Taylor
- Robert J. Wilke
- Joe Yrigoyen
- Audie Murphy

### 1986,4eAnnual Golden Boot Awards
- James Arness
- Carl Cotner
- Burl Ives
- Louis L'Amour
- Fred MacMurray
- Guy Madison
- Jock Mahoney
- George Montgomery
- Fess Parker
- Glenn Randall
- Cesar Romero
- In Memorial Award: Tex Ritter

### 1987,5eAnnual Golden Boot Awards
- Gene Barry
- Harry Carey Jr.
- André de Toth
- Richard Farnsworth
- Rhonda Fleming
- Glenn Ford
- Robert Livingston
- Joel McCrea
- Debra Paget
- John Russell
- Woody Strode
- In Memorial Award: Tom Mix

### 1988,6eAnnual Golden Boot Awards
- Gene Evans
- Stuart Hamblen
- Virginia Mayo
- Willie Nelson
- Ann Rutherford
- Fred Scott
- George Sherman
- Morgan Woodward
- In Memorial Award: William S. Hart
- In Memorial Award: Andy Devine

### 1989,7eAnnual Golden Boot Awards
- Johnny Cash
- Ellen Corby
- Angie Dickinson
- Robert Duvall
- Robert Fuller
- John Ireland
- Dickie Jones
- Paul Malvern
- Casey Tibbs

### 1990,8eAnnual Golden Boot Awards
- Noah Beery Jr.
- Budd Boetticher
- Sam Elliott
- George Kennedy
- Hal Needham
- Burt Reynolds
- Katharine Ross
- In Memorial Award: Jay Silverheels

### 1991,9eAnnual Golden Boot Awards
- John Agar
- Polly Burson
- Anthony Caruso
- Alice Faye
- Bob Hope
- Brian Keith
- Andrew V. McLaglen
- Hugh O'Brian
- Maureen O'Hara
- In Memorial Award: Harry Carey

### 1992,10eAnnual Golden Boot Awards
- Rand Brooks
- Arthur Gardner
- Richard Jaeckel
- Katy Jurado
- Arnold Laven
- Jules Levy
- Pierce Lyden
- A. C. Lyles
- Ann Miller
- Montie Montana
- Ronald Reagan
- Tom Selleck
- Alice Sprinsteen
- John Sturges
- Henry Wills
- Sheb Wooley
- In Memorial Award: Tim Holt

### 1993,11eAnnual Golden Boot Awards
- Chuck Courtney
- Clint Eastwood
- Jane Fonda
- Jack Palance
- Buck Taylor
- Ted Turner
- In Memorial Award: William Boyd

### 1994,12eAnnual Golden Boot Awards
- Paul Brinegar
- Bill Catching
- James Coburn
- Gail Davis
- Joanne Dru
- Walter Hill
- Robert Mitchum
- In Memorial Award: Pat Buttram
- Founder's Award: Lee Van Cleef

### 1995,13eAnnual Golden Boot Awards
- James Drury
- Andrew J. Fenady
- Bo Hopkins
- Bob Morgan
- Jane Seymour
- Claire Trevor
- In Memorial Award: Burt Lancaster
- Founder's Award: Gene Autry

### 1996,14eAnnual Golden Boot Awards
- Carroll Baker
- Lloyd Bridges
- Charles Bronson
- Bill Campbell
- Joe Canutt
- Herb Jeffries
- In Memorial Award: John Wayne
- Founder's Award: Roy Rogers

### 1997,15eAnnual Golden Boot Awards
- Leo Gordon
- Charles 'Chuck' Hayward
- Anne Jeffreys
- Karl Malden
- Robert Urich
- Clint Walker
- In Memorial Award: Randolph Scott
- Founder's Award: John Ford

### 1998,16eAnnual Golden Boot Awards
- Adrian Booth Brian
- David Carradine
- Keith Carradine
- Robert Carradine
- Frankie Laine
- John Mantley
- Founder's Award: Clayton Moore
- Harry Morgan
- Dean Smith
- In Memorial Award: Barbara Stanwyck
- Patrick Wayne

### 1999,17eAnnual Golden Boot Awards
- Julie Adams
- R. G. Armstrong
- David Dortort
- Kirk Douglas
- James Garner
- Jack Williams
- In Memorial Award: DeForest Kelley
- Founder's Award: Mary Pickford Foundation et Charles 'Buddy' Rogers

### 2000,18eAnnual Golden Boot Awards
- Tom Berenger
- Melissa Gilbert
- Donna Hall
- L.Q. Jones
- Howard Koch
- Robert Stack
- Founder's Award: Dale Evans
- Backbone of the B's Award: Gregg Barton
- Backbone of the B's Award: Myron Healey
- Backbone of the B's Award: Walter Reed
- Backbone of the B's Award: House Peters, Jr.[1]

### 2001,19eAnnual Golden Boot Awards
- Eli Wallach
- Barbara Hale
- Alex Cord
- Andrew Prine
- Loren Janes
- Chuck Norris
- Backbone of the B's Award: Walter Reed
- Centennial Award: Clark Gable
- "Best of the West" Movie: Shanghai Kid

### 2002,20eAnnual Golden Boot Awards
- Bruce Dern
- Peter Fonda
- David Huddleston
- Whitey Hughes
- Ruta Lee
- Stuart Whitman
- Ron Soble
- Peter Brown
- Will Hutchins
- Robert Colbert
- Roy Huggins
- William T. Orr
- William Witney
- Earl Bellamy
- Ted Post
- Donna Martell
- Marion Shilling
- Ruth Terry
- Gloria Winters
- Marsha Hunt
- Honorary Golden Boot: Colt's Manufacturing Company

### 2003,21eAnnual Golden Boot Awards
- Tommy Lee Jones
- Chris Alcaide
- Graham Greene
- Tommy Farrell
- Terry Leonard
- Sue Ane Langdon
- Kris Kristofferson
- Michael Dante
- Kelo Henderson
- William Smith
- Charles Champlin
- Sons of the Pioneers
- "Best of the West" Movie: Tom Selleck pour Monte Walsh

### 2004,22eAnnual Golden Boot Awards
- Val Kilmer
- Scott Glenn
- Randy Quaid
- Robert Horton
- Pat Hingle
- Rob Word
- In Memorial Award: Johnny Mack Brown
- Gale Storm
- Noel Neill
- Lois Hall
- Elaine Riley
- Golden Voice of Radio Award: Fred Foy

### 2005,23eAnnual Golden Boot Awards
- James Caan
- Debbie Reynolds
- Wilford Brimley
- Martha Crawford Cantarini, Stuntwoman
- Mark Harmon
- Phil Spangenberger
- Ben Cooper
- Encore Westerns Channel
- Founder's Award: Jim Rogers
- Kids of the West:
  - F. Gary Gray
  - Mickey Kuhn
  - Michael Chapin
  - Eilene Janssen
  - Johnny Crawford
  - Lee Aaker

### 2006,24eAnnual Golden Boot Awards
- Powers Boothe
- Ann-Margret
- Wes Studi
- Joan Leslie
- Les Martinson, Director
- Buddy Van Horn, Stunt Coordinator
- Hommage spécial : George "Gabby" Hayes
- Founder's Award: Clint Eastwood

### 2007,25eAnnual Golden Boot Awards
- Caruth C. Byrd
- Lee Horsley
- Martin Kove
- Walt LaRue, Stuntman
- Viggo Mortensen
- Eva Marie Saint
- Champion Award: Jackie Autry, femme de Gene Autry
- Founder's Award: John Wayne